# Franzl Lang
Franzl Lang (28. prosince 1930 Mnichov, Výmarská republika – 6. prosince 2015 Mnichov, Německo; rodným jménem Franz Lang) byl bavorský jódler, zpěvák, kytarista, hráč na akordeon a autor několika knih o jódlování.
Je považován za světově nejlepšího alpského jódlera.

## Život a kariéra
Na akordeon začal hrát již ve svých devíti letech v Mnichově, kde se vyučil nástrojářem. Svůj největší hit nahrál roku 1968, jednalo se o cover kompozice Karla Ganzera Das Kufsteiner Lied. Od sedmdesátých let 20. století byl tváří mnoha televizních a hudebních pořadů v Západním Německu.
Za svou kariéru prodal na 10 miliónů nahrávek. Obdržel 20 zlatých a jednu platinovou desku.
Od roku 1954 byl ženatý s jistou Johannou. Společně měli syna Franze Herberta (1966–1995) a dceru Christl.
Patřil a patří i po svém úmrtí mezi nejlepší jódlery na světě.